# Louis de Berquin
Louis de Berquin (* um 1485 in Vieux-Berquin; † 17. April 1529 in Paris) war ein französischer Humanist, Jurist, Staatsbeamter, Sprachwissenschaftler und Reformator.

## Leben und Wirken
Berquin entstammte einer französischen adligen Ritterfamilie in der Grafschaft Artois und wurde in Vieux-Berquin 11 km südöstlich von d’Hazebrouk geboren. Das Geburtsjahr ist nicht sicher, es wird aus der Pariser Chronik geschlussfolgert, die ihn als 50-Jährigen bei seiner letzten Verhandlung beschreibt. Zunächst widmete sich de Berquin militärischen Aufgaben. Ab 1509 immatrikuliert er sich an der Universität Orléans, wo er bis 1512 Rechte studierte und einen akademischen Doktortitel erwarb. 1512 wechselt er nach Paris, wo er mit führenden Humanisten wie Ignatius von Loyola und François Rabelais zusammentraf. Erasmus von Rotterdam wird er als fähiger Mann empfohlen und er übersetzte einige seiner Schriften ins Französische.
Margarete von Navarra empfahl ihn dem König Franz I. als Sekretär. Durch die Verbindung mit Erasmus lernte Berquin auch die Schriften Martin Luthers und Philipp Melanchthons kennen. Als er 1523 Luthers „De votis monasticis“ ins Französische übersetzte, beschuldigten ihn die Sorbonner Doktoren der Ketzerei. Er wurde angeklagt und vom Gericht am 1. August zu Haft verurteilt, da er als Anhänger Luthers nicht widerrufen wollte. Auf Einspruch des Königs wurde er freigelassen und seine Schrift verbrannt.
Als der König Franz I. in der Schlacht gegen Kaiser Karl V. am 24. Februar 1525 in der Schlacht bei Pavia in Gefangenschaft geriet, wurde dieser von den Spaniern bis 1526 festgehalten. Während dieser Zeit wurde Berquin am 8. Januar abermals durch den Bischof von Amiens verklagt. In 40 Sätzen seiner Schriften wurden ketzerische Inhalte gefunden und er verweigerte den Widerruf. Erst ein Sendschreiben des Königs veranlasste wieder die Einstellung des Verfahrens.
Am 7. März 1529 wurde er erneut vom Parlamentsgericht angeklagt. Als man am 16. April das Urteil „der Verbrennung seiner Schriften zuzusehen, dann mit einem glühenden Eisen die Zunge durchstochen zu erhalten und lebenslänglich im Gefängnis zu verweilen“ verkündete, wandte er sich wiederum an seinen König. Diesmal jedoch versagte der König seine Unterstützung und die Richter wandelten das Urteil in eine Verbrennung auf dem Scheiterhaufen. Tags darauf vollstreckte man auf dem Grèveplatz in Paris das Urteil.

## Gedenktag
17. April im Evangelischen Namenkalender.